# Hendrik Rudolph Willem van Goltstein van Oldenaller
Hendrik Rudolph Willem baron van Goltstein van Oldenaller (Arnhem, 10 maart 1790 – Putten, 24 oktober 1868) was een Nederlands diplomaat en politicus.
Van Goltstein van Oldenaller was een van de Gelderse Veluwe afkomstige baron, die lange tijd diplomatieke functies bekleedde en in 1853 Eerste Kamerlid werd. In 1820 verwierf hij de titel baron. Hij werd in de Eerste Kamer gekozen als pleitbezorger van een behoudende politiek; hij voerde in zijn negenjarige senaatsperiode echter nauwelijks het woord.

## Persoonlijk
Hij was een zoon van jonkheer Evert Jan Benjamin van Goltstein (1751-1816), de burgemeester van Wageningen, die tijdens de Republiek bestuurlijke functies vervulde en van Frederica Everdina Anna Van der Capellen (1759-1847). Hij was zelf de vader van Kamerlid en minister Willem van Goltstein van Oldenaller, en de schoonvader van Kamerlid Frederik Willem Jacob van Aylva baron van Pallandt. Minister Jan Karel van Goltstein was zijn broer.
- Biografisch Portaal: 36323296
- Parlement.com: vg09ll150nuj